# アルバータ・ワトソン
アルバータ・ワトソン（Alberta Watson, 1955年3月6日 - 2015年3月21日）は、カナダ・オンタリオ州トロント出身の女優。

## 略歴
10代の頃から地元の劇団で活動し、1978年に映画デビュー。しばらくカナダで映画やテレビドラマに出演した後にロサンゼルスへ移り、インデペンデント映画等に出演。1994年に出演したデヴィッド・O・ラッセルの『Spanking the Monkey』は、サンダンス映画祭にて観客賞を受賞した。その後も映画やテレビドラマにと幅広く活動した。
2015年3月21日、がんによる合併症のため、トロントの Kensington Hospice で死去。60歳没。

## 主な出演作品

### 映画
- パワープレイ Power Play (1978)
- ザ・ソルジャー The Soldier (1982)
- ザ・キープ The Keep (1983)
- スウィート エンジェル マイン Sweet Angel Mine (1996)
- スウィート ヒアアフター The Sweet Hereafter (1997)
- ヘドウィグ・アンド・アングリーインチ Hedwig and the Angry Inch (2001)
- プリティ・ガール The Prince & Me (2004)
- 復讐という名の絆 Irish Eyes (2004)
- アウェイ・フロム・ハー君を想う Away from Her (2006)
- ルックアウト/見張り The Lookout (2007)

### テレビ
- 新アウターリミッツ The Outer Limits (1995) - ゲスト出演
- ロー&オーダー Law & Order (1991-1992) - ゲスト出演
- ニキータ La Femme Nikita (1997-2001)
- ミッシング〜サイキック捜査官〜 1-800-Missing (2003) - ゲスト出演
- 24 -TWENTY FOUR- 24 (2005) （第4シーズン） - エリン・ドリスコル 役